# Adam Antoni Jacyna
Adam Antoni Jacyna (ur. 13 stycznia 1785 w Rypnie, zm. 6 lipca 1822 w Kaliszu) – dominikanin, ksiądz, pedagog.

## Życiorys
Urodził się 13 stycznia 1785 na Witebszczyźnie we wsi Rypnie należącej do jego rodziny. Uczył się w kolegium jezuickim w Połocku. W 1802 wstąpił do zakonu dominikanów przyjmując imię Augustyn, którego stale używał, dalszą naukę zdobywał w szkołach dominikańskich w Dereczynie i w Grodnie.
Od 1807 uczył w szkołach powiatowych prowadzonych przez dominikanów w Nowogródku i Grodnie, wśród jego uczniów był Adam Mickiewicz. W 1810 występuje z zakonu dominikanów i jako ksiądz diecezjalny przenosi się do Sejn  rozpoczynając pracę w nowo powstałym liceum zorganizowanym przez Wojciecha Szweykowskiego. W 1816 celem zdobycia większego wykształcenia wyjeżdża do Niemiec i Francji gdzie zdobywa stopień doktora filozofii i magistra nauk wyzwolonych. W 1818 zostaje powołany na stanowisko sekretarza świeżo powołanego uniwersytetu warszawskiego. Pełnił również obowiązki nauczyciela w seminarium pijarskim w Warszawie.
Celem leczenia gruźlicy wyjechał w lipcu 1822 do Dusznik. Zmarł w drodze na leczenie 6 lipca w Kaliszu.